# Preria (krąg kulturowy)
Preria – jeden z kręgów kulturowych Ameryki Północnej. Duża część tego obszaru położona była nad wielkimi jeziorami (Górne, Michigan, Huron), których brzegi porastał dziki ryż, będący ważnym składnikiem pożywienia tamtejszych Indian. Na terenach Prerii rozwinęło się rolnictwo, uprawiano kukurydzę i warzywa. Uzyskiwano również syrop klonowy. Mieszkańcy Prerii mieszkali w wigwamach, a z tipi korzystano tylko w czasie sezonowych polowań na bizony. Kultura Indian Prerii wcześnie zetknęła się z kulturą europejską, co znalazło odzwierciedlenie w sprzętach i strojach. Indianie Prerii mówili językami siouańskimi, kaddo i językami z rodziny algonkian.

## Główne plemiona tego obszaru
- Dakotowie
- Odżibwejowie
- Hidatsa
- Mandanowie
- Ponkowie
- Arikarowie
- Paunisi
- Potawatomi
- Winebagowie
- Menomini
- Lisy
- Saukowie
- Illinois
- Miami
- Szaunisi
- Ioway
- Oto
- Wichita